# VR1 (винтовка)
VR1 — американская снайперская винтовка, производящаяся компанией Vigilance Rifle.
Для стрельбы из снайперской винтовки применяются винтовочные патроны .338 Lapua Magnum (8,7×69 мм), .408 Chey-tac (10,3×77 мм), .505 Gibbs (12,7×80 мм). Технически представляет собой 5-зарядную винтовку, которая использует газоотводную автоматику с коротким ходом газового поршня, расположенного под стволом. Подача патронов при стрельбе производится из отъемных коробчатых магазинов емкостью 5 патронов.
Винтовка комплектуется оптическим прицелом. Кучность (при использовании снайперских патронов) — 1 угловая минута на дальности 550 метров.